# 上蒙特克萊 (新澤西州)
上蒙特克萊（英語：Upper Montclair）是位於美國新澤西州艾塞克斯縣的普查規定居民點。

## 人口
根據2020年美國人口普查的數據，上蒙特克萊的面積為6.17平方千米，皆為陸地。當地共有人口13146人，而人口密度為每平方千米2,130.63人。